# Старсем
Старсем — российско-французское акционерное общество, учреждено в августе 1996 года в Париже для продвижения ракеты-носителя «Союз» на международный космический рынок.
Учредителями общества «Старсем» являлись:
- 35% ArianeGroup[англ.] (на момент учреждения Европейский аэрокосмический и оборонный концерн (EADS))
- 25% Роскосмос (Федеральное космическое агентство)
- 25% ГНПРКЦ «ЦСКБ-Прогресс»
- 15% Arianespace

Общество обладало исключительными правами на оказание коммерческих услуг по запуску ракет-носителей "Союз". Срок действия соглашения истек в декабре 2017 года.
По заявлению главы Главкосмоса в июне 2017 года: "Ранее коммерческое применение ракеты-носителя «Союз» предполагало участие европейской компании-оператора Starsem, у которой были эксклюзивные права, но эксклюзив закончился в 2016 году. Компания Arianespace — помимо пусков «Союзов» с космодрома в Куру (Французская Гвиана) по программе «Союз в ГКЦ» через Starsem также закупала пусковые услуги «Союза» с российских космодромов."

## История запусков
Запуски:
- 1999: 6, в том числе 20 спутников Globalstar
- 2000: 3
- 2003: Mars Express
- 2005: Venus Express

### Список пусков
| Полёт #       | Дата, UTC | Модель РН | Нагрузка | Результат |
| ------------- | --------- | --------- | -------- | --------- |
| Полная версия |           |           |          |           |